# Siren (série de televisão)
Siren (Brasil: Siren - A Lenda das Sereias) é uma série de televisão americana de drama da Freeform que estreou em 29 de março de 2018. A primeira temporada consiste em 10 episódios. Em maio de 2018 a série foi renovada para uma segunda temporada que estreou em 24 de janeiro de 2019. Em maio de 2019, a série foi renovada para sua terceira temporada que estreou em 2 de abril de 2020. Em agosto de 2020, a série foi cancelada após três temporadas.
No Brasil, a série é transmitida pelo Canal Sony.

## Enredo
• Primeira Temporada
A cidade costeira, Bristol Cove, localizada em Washington, conhecida por sua lenda de ser a cidade-casa das sereias durante muitos séculos, é virada de cabeça para baixo quando uma misteriosa chamada Ryn (Eline Powell) aparece e começa a procurar por sua irmã mais velha, Donna (Sibongile Mlambo), que foi capturada por militares locais. Os biólogos Ben (Alex Roe) e Maddie (Fola Evans-Akingbola) trabalham juntos para descobrir os motivos da vinda dessa caçadora primária, do mar aberto do Estreito de Bering, para a terra.
• Segunda Temporada
Na segunda temporada, mais seres marinhos começam a aparecer em Bristol Cove, devido a poluição da água e das ondas sônicas, oriundas de plataformas de petróleo. Além disso, a paralisia de Elaine Powell (Sarah-Jane Redmond), mãe de Ben, começa a ser revertida devido a injeção das células de Ryn em seu corpo.
• Terceira Temporada
Na terceira temporada, Ryn, Maddie e Ben se encontram tentando conter Tia (Tiffany Londsdale), uma sereia com muitas habilidades humanas, em seu plano de convencer os seres marinhos de outras tribos e colônias a juntarem-se a ela em um combate contra a humanidade. Em adição, Ted Pownall (David Cubitt) descobre sobre a existência das sereias e agora, parece ser mais um dos problemas para os seres marinhos, assim como foi um dos seus antepassados, conhecido nas lendas por matar os seres marinhos.

## Elenco

### Principal
- Eline Powell como Ryn Fisher, uma estranha sereia jovem adulta com um segredo obscuro. Ela desembarca em busca de sua irmã mais velha, que foi acidentalmente capturada por pescadores do navio de pesca North Star (Estrela do Norte). Ela finalmente percebe que nem todos os humanos são assassinos e se torna amante de Ben e Maddie. Para ajudar a mãe de Ben, Elaine, ela doou voluntariamente suas células-tronco aquáticas para ajudar a neutralizar a paralisia nas pernas de Elaine. Ao acasalar com um tritão barbudo de outra colônia quando ela não conseguiu encontrar Levi, ela tem uma filha chamada Hope (Esperança).
- Alex Roe como Benjamin "Ben" Gregory Pownall, um biólogo marinho que, assim como Maddie, ajuda Ryn quando ela chega à costa. Ele fica fascinado por seu canto melodioso e irresistivelmente hipnótico, que ela usa nele como um mecanismo de defesa, sem conhecer a extensão total de seus efeitos sobre os humanos. Ben mais tarde se torna amante de Ryn, e sua luta para desvendar sua afeição por ela dos pensamentos obsessivos que resultam de ouvir seu canto de sereia se torna uma parte significativa de seu arco de personagem. Para ajudar Ryn e sua espécie, ele recorre a injetar-se com as células-tronco de um cadáver de sereia parcialmente transformado e, posteriormente, desenvolve habilidades encontradas em sereias – aumento da audição e reflexos, cura acelerada e a capacidade de prender a respiração por longos períodos de tempo. No final da 3ª temporada, após a luta contra Tia, Ben desaparece no oceano.
- Fola Evans-Akingbola como Madelyn "Maddie" Bishop, uma bióloga marinha e namorada de Ben na primeira e segunda temporada. Ela trabalha no Bristol Cove Marine Research Center (Centro de Pesquisas Marinhas de Bristol Cove) com Ben. Seu padrasto é o xerife de Bristol Cove. Sua mãe distante é Susan, que retorna após nove meses na 2ª temporada. Como Ben, Maddie está hipnotizada pelo canto de sereia melodioso e irresistivelmente hipnótico de Ryn, mas não parece desenvolver os mesmos sentimentos de possessividade como resultado. Mais tarde, ela se torna amante de Ryn.
- Ian Verdun como Xander McClure, um pescador de águas profundas que procura descobrir a verdade sobre a existência de sereias e tritões. Ele finalmente se junta ao Departamento de Xerife de Bristol Cove em uma tentativa de salvar aqueles com quem ele se preocupa mais contra os sereianos inimigos. Na 3ª temporada, após a morte de Dale, Xander é jurado como o novo xerife de Bristol Cove.
- Sibongile Mlambo como Donna, uma sereia mística e enganosamente poderosa que é a irmã mais velha de Ryn. Ela foi acidentalmente pega em uma rede de pesca e levada pelos militares. Ela foi morta, sem querer, por Xander. Seu espírito eventualmente contata Helen no mundo espiritual das sereias quando seu corpo foi roubado. Seu fantasma mais tarde instrui Cami e aqueles do lado de Ryn para ajudar Ryn a lutar contra Tia.
- Renna Owen como Helen Hawkins, uma excêntrica mulher que parece saber muito mais sobre os tritões do que ela afirma. É revelado que ela é descendente de tritões e compartilha ancestrais com Ben e os outros Pownalls. Ela finalmente descobre que tem um parente há muito perdido da família Marzdan, a maioria dos quais são conhecidos como híbridos. Ela descobre que sua mãe, Daphne, era uma das sereias/híbridos humanos que foi prometida ao companheiro híbrido Johnathon Rooney, mas escolheu o pai humano de Helen. Isso resultou na morte do Sr. Hawkins, algumas semanas antes do nascimento de Helen. Ela é eventualmente contatada pelo espírito de seu amor tritão Sarge e, mais tarde, pelo de Donna. Mais tarde, é revelado que ela é, de fato, a bisneta da metade sereia/filha humana de Charles Pownall e sua amante sereia, por parte de mãe.
- Tiffany Londsdale como Tia (3ª temporada),[10] uma nova sereia de outra colônia/tribo dos mares do norte ao redor de Bristol Cove, Washington. Os humanos locais se referem a ela como um "monstro marinho". Sua intenção ao chegar à terra é coagir todas as outras tribos e colônias sereianos a se juntarem a ela para acabar com os humanos ou morrer por sua ira. Ela escolheu seu nome de Tiamate, Divindade da Água dos Mares. No passado, Tia foi capturada por humanos enquanto estava grávida e ela perdeu seu filho por nascer como resultado da forma como foi tratada. Em "Survivor" e "Life and Death", ela ganhou a liderança de sua própria colônia e agora está empenhada em unificar todas as colônias/tribos sereianos para erradicar a humanidade. Para simbolizar seu status superior como a fêmea alfa, ela tem marcas laranja na cauda e no peito. Ela fica sabendo da filha de Ryn, Esperança, com Hunter, a quem ela ameaça de morte se não se juntar a ela e sua colônia. De acordo com Helen, ela é uma tirana. Durante a batalha final, Tia é morta por Ryn fazendo com que o resto dos seguidores de Tia parem de lutar e reconheçam Ryn como sua nova líder.

### Recorrente
- Chad Rook como Christopher "Chris" Mueller,[11] um pescador que foi levado para a base militar após ser ferido por Donna. Ele foi detido na instalação de onde escapou com Donna, apenas para mais tarde cair sob sua influência louca por poder ao colher os sereianos e suas habilidades sobre-humanas para seus próprios propósitos.
- Curtis Lum como Calvin Lee, um pescador asiático que também é amigo e colega de quarto de Xander. A namorada dele é Janine, que a bartender do bar Âncora. Na 3ª temporada, ele a pede em casamento e ela aceita. Eles se casam em "Til Death Do Us Part".
- Ron Yuan como Aldon Decker, um especialista em sereianos que trabalhou para os militares por muitos anos. Ele experimentou e ficou obcecado por Donna e seu canto de sereia, que o levou a se afogar depois que Donna morreu.
- Gil Birmingham como Dale Bishop, o xerife do Departamento de Polícia de Bristol Cove e o padrasto de Maddie. Ele é descendente do antigo povo Haida. Ele é o terceiro humano a descobrir a existência de sereianos e se torna outro aliado. Desde a estreia da 3ª temporada, "Borders", ele está procurando por Nicole a mando de Xander. Durante o ataque terrorista baseado em som em Bristol Cove e suas cidades vizinhas, Dale está entre os afetados. Antes de sucumbir, Dale ajudou um carro acidentado onde uma mãe que o dirigia foi afetada. Isso deixou Maddie devastada e ele foi sucedido por Xander.
- David A. Kaye como Jerry, um homem que trabalha com Ben e Maddie no Centro de Pesquisas Marinhas de Bristol Cove. É o responsável por ter feito os registros de identidades de Ryn e os outros seres marinhos, tendo sido responsável também por escolher o nome dos outros seres, com exceção de Katrina.
- Garcelle Beauvais como Susan Bishop (voz da 1ª temporada, 2ª temporada),[12] A mãe afastada de Maddie e a ex-esposa de Dale que tenta fazer as pazes com sua família distante. Ela é viciada em drogas e some durante oito meses, tendo aparecido na 2ª temporada.
- David Cubitt como Theodore "Ted" Pownall, o pai de Ben, chefe da indústria pesqueira da cidade e cujo tataravô, Charles, descobriu sereianos em meados do século XIX. Ele finalmente percebe que sua família era tudo menos louca desde "Revelations", quando ele viu Tia tentando matá-lo, mas foi salvo por Ryn. Agora desconfiado das sereias e da provável ameaça que elas representam, ele parece ter trilhado um caminho perigoso como o seu tataravô Charles.
- Sarah-Jane Redmond como Elaine Pownall, mãe de Ben. É cadeirante. Na segunda temporada, como tratamento, Nicole Martinez passa a injetar células de Ryn nela. Na terceira temporada é comprovado que esse tratamento funcionou, pois ela fica submersa por um período de tempo, sem que sua respiração seja afetada.
- Tammy Gillis como Marissa Staub, uma das policiais de Bristol Cove que trabalha com Dale.
- Hannah Levien como Janine, namorada de Calvin que é bartender e garçonete na Âncora.
- Andrew Jenkins como Doug Pownall, irmão de Ben.
- Anthony Harrison como Harrison, chefe militar da primeira temporada.
- Natalee Linez como Nicole Martinez, militar que substituiu Decker na pesquisa sobre seres marinhos. Em suas operações secretas ela se apaixona por Xander. Na terceira temporada é revelado que ela está sendo procurada por Dale.
- Luc Roderique como Ian Sutton, um jornalista que descobre sobre Ryn e tenta sequestrá-la para que possa comprovar sua teoria. No final da segunda temporada ele sofre um acidente e acaba sendo deixado por Ben e morre afogado.

#### Seres Marinhos
- Sedale Threatt Jr. como Levi Fisher, um tritão guerreiro dos mares. Ele acaba matando o pai de Xander por ordens de Katrina, chefe da tribo enquanto Ryn estava na terra.
- Aylya Marzolf como Katrina, uma sereia que desafia a autoridade de Ryn e acaba traindo-a, juntando-se a causa de Tia. Em The Island, Katrina é morta. Foi nomeada por Xander.
- Hugo Ateo como Frank "Sarge" Fisher, um tritão que tem por missão proteger Ryn. Ele se apaixona por Helen e acaba morrendo durante o ataque às empresas Klesco.
- Milan Tesfazgi como Camden "Cami" Fisher, filha de Donna que busca vingança pela morte da mãe. Fora Ryn, é a única sereia a testemunhar o nascimento de Hope.
- Alvina August como Viv Fisher, uma das sereias da tribo de Ryn. É muito amiga de Eliza.
- Georgia Scarlet Waters como Eliza Fisher, uma das sereias da tribo de Ryn, especializada em cura. Desenvolve um sentimento romântico por Rick na segunda temporada. Na terceira temporada ela ajuda Helen a entrar em contato com Sarge e mais tarde, em The Island é revelado que ela foi uma das sereias que continuou fiel à Ryn.
- Katie Keough como Hunter, uma sereia caçadora que tem sua primeira aparição em The Last Mermaid. Na terceira temporada, na batalha de Ryn contra Tia, Hunter traí Ryn para continuar viva e revela a Tia que Ryn tem uma filha.
- Aryeh-Or como "Mate", tritão e o pai biológico de Hope, a sua filha com a sereia Ryn.
- Hope Fisher, é a primeira sereia de sangue puro nascida em anos, ela é a filha biológica da sereia Ryn e do tritão Mate, que nasceu na terceira temporada via uma barriga de aluguel da híbrida de sereia-humana Meredith.
- Deniz Akdeniz como Robb Wellens, aparece na terceira temporada como um interesse romântico de Maddie. No final do episódio The Island, Ryn reconhece-o como um dos seres marinhos.

#### Híbridos de sereia-humana / tritão-humano
- Brendan Fletcher como Rick Marzadan, um familiar desconhecido de Helen.
- Caroline Cave como Elizabeth "Beth" Marzdan, chefe da comunidade de híbridos.
- Daniel Cudmore como Ryan, híbrido de tritão-humano, marido de Leena e pai biológico da híbrida Meredith. É morto por Cami após tentar esconder Hope de Ryn.
- Kaaren de Zilva como Dra. Leena, esposa de Ryan e mãe de Meredith, Dra. Leena é a responsável pelos cuidados com Meredith, após engravidar do bebê de Ryn.
- Kiomi Pyke como Meredith, uma híbrida de sereia-humana, filha de Ryan e Leena. É a barriga de aluguel da bebê de Ryn.

### Elenco convidado
- Brian Anthony Wilson como Sean McClure, pescador, pai de Xander, e o capitão do North Star. Em Dead in the Water é assassinado por Levi, que segue ordens de Katrina.
- Jill Teed como Patti McClure, mãe de Xander e viúva de Sean.

### Tabela de frequência
| Ator/Atriz             | Personagem            | Temporada        | Temporada        | Temporada        |
| Ator/Atriz             | Personagem            | 1                | 2                | 3                |
| Elenco principal       | Elenco principal      | Elenco principal | Elenco principal | Elenco principal |
| ---------------------- | --------------------- | ---------------- | ---------------- | ---------------- |
| Eline Powell           | Ryn Fisher            | Principal        | Principal        | Principal        |
| Alex Roe               | Ben Pownall           | Principal        | Principal        | Principal        |
| Fola Evans-Akingbola   | Maddie Bishop         | Principal        | Principal        | Principal        |
| Ian Verdun             | Xander McClure        | Principal        | Principal        | Principal        |
| Sibongile Mlambo       | Donna                 | Principal        | Does not appear  | Participação     |
| Renna Owen             | Helen Hawkins         | Principal        | Principal        | Principal        |
| Tiffany Londsdale      | Tia                   | Does not appear  | Does not appear  | Principal        |
| Elenco recorrente      |                       |                  |                  |                  |
| Chad Rook              | Chris Mueller         | Recorrente       | Recorrente       | Recorrente       |
| Curtis Lum             | Calvin Lee            | Recorrente       | Recorrente       | Recorrente       |
| Ron Yuan               | Aldon Decker          | Recorrente       | Recorrente       | Does not appear  |
| Gil Birmingham         | Dale Bishop           | Recorrente       | Recorrente       | Does not appear  |
| David A. Kaye          | Jerry                 | Recorrente       | Recorrente       | Recorrente       |
| David Cubitt           | Ted Pownall           | Recorrente       | Recorrente       | Recorrente       |
| Sarah-Jane Redmond     | Elaine Pownall        | Recorrente       | Recorrente       | Recorrente       |
| Tammy Gillis           | Marissa Staub         | Recorrente       | Recorrente       | Recorrente       |
| Hannah Levien          | Janine                | Recorrente       | Recorrente       | Recorrente       |
| Andrew Jenkins         | Doug Pownall          | Recorrente       | Recorrente       | Does not appear  |
| Anthony Harrison       | Harrison              | Recorrente       | Does not appear  | Does not appear  |
| Garcelle Beauvais      | Susan Bishop          | Does not appear  | Recorrente       | Does not appear  |
| Natalee Linez          | Nicole Martinez       | Does not appear  | Recorrente       | Does not appear  |
| Luc Roderique          | Ian Sutton            | Does not appear  | Recorrente       | Does not appear  |
| Os seres marinhos      |                       |                  |                  |                  |
| Sedale Threatt Jr.     | Levi Fisher           | Participação     | Recorrente       | Recorrente       |
| Aylya Marzolf          | Katrina               | Does not appear  | Recorrente       | Recorrente       |
| Hugo Ateo              | Frank "Sarge" Fisher  | Does not appear  | Recorrente       | Participação     |
| Milan Tesfazgi         | Camden "Cami" Fisher  | Does not appear  | Recorrente       | Recorrente       |
| Alvina August          | Viv Fisher            | Does not appear  | Recorrente       | Does not appear  |
| Georgia Scarlet Waters | Eliza Fisher          | Does not appear  | Recorrente       | Recorrente       |
| Aryeh-Or               | "Mate"                | Does not appear  | Recorrente       | Recorrente       |
| Katie Keough           | Hunter                | Does not appear  | Participação     | Recorrente       |
| Deniz Akdeniz          | Robb Wellens          | Does not appear  | Does not appear  | Recorrente       |
| Alix West Lefler       | Hope/Esperança Fisher | Does not appear  | Does not appear  | Recorrente       |
| Híbridos               |                       |                  |                  |                  |
| Brendan Fletcher       | Rick Marzdan          | Does not appear  | Recorrente       | Recorrente       |
| Caroline Cave          | Beth Marzdan          | Does not appear  | Recorrente       | Recorrente       |
| Daniel Cudmore         | Ryan                  | Does not appear  | Recorrente       | Participação     |
| Kaaren de Zilva        | Dr. Leena             | Does not appear  | Recorrente       | Recorrente       |
| Kiomi Pyke             | Meredith              | Does not appear  | Recorrente       | Recorrente       |
| Elenco convidado       |                       |                  |                  |                  |
| Brian Anthony Wilson   | Sean McClure          | Participação     | Participação     | Does not appear  |
| Jill Teed              | Patti McClure         | Does not appear  | Participação     | Participação     |

## Episódios
| Temporada | Temporada | Episódios | Transmissão original  | Transmissão original |
| Temporada | Temporada | Episódios | Início                | Fim                  |
| --------- | --------- | --------- | --------------------- | -------------------- |
|           | 1         | 10        | 29 de março de 2018   | 24 de maio de 2018   |
|           | 2         | 16        | 24 de janeiro de 2019 | 1 de agosto de 2019  |
|           | 3         | 10        | 2 de abril de 2020    | 28 de maio de 2020   |

| N.º | Título                        | Dirigido por      | Escrito por                     | Exibição original   | Audiência nos EUA (milhões) |
| --- | ----------------------------- | ----------------- | ------------------------------- | ------------------- | --------------------------- |
| 1 | "Pilot"                       | Emily Whitesell   | Eric Wald                       | 29 de março de 2018 | 0.87                        |
| A cidade costeira de Bristol Cove, conhecida como o antigo refúgio das sereias, é virada de cabeça para baixo com a chegada de uma misteriosa garota. |                               |                   |                                 |                     |                             |
| 2 | "The Lure"                    | Nick Copus        | Eric Wald                       | 29 de março de 2018 | 0.87                        |
| Ben e a tripulação da Estrela do Norte descobrem um aparelho emitindo um som incomum. Enquanto isso, Ryn encontra abrigo na casa da especialista em folclore local, Helen. |                               |                   |                                 |                     |                             |
| 3 | "Interview With a Mermaid"    | Jay Karas         | Emily Whitesell                 | 5 de abril de 2018  | 0.62                        |
| A investigação de Dale e dos policiais locais começa a apontar em direção à Ryn. Enquanto isso, a tensão aumenta quando Xander e Calvin localizam a enfermeira que trabalha no bunker militar. |                               |                   |                                 |                     |                             |
| 4 | "On the Road"                 | Steven A. Adelson | Elle Triedman                   | 12 de abril de 2018 | 0.68                        |
| Quando a instalação militar fica em alerta máximo, Chris consegue escapar, mas algo também escapa. Enquanto isso, o cerco começa a se fechar contra Ryn. |                               |                   |                                 |                     |                             |
| 5 | "Curse of the Starving Class" | John Badham       | Michael Gans & Richard Register | 19 de abril de 2018 | 0.69                        |
| Ben começa a investigar uma suspeita sobrepesca. Enquanto isso, Decker continua em uma busca desenfreada para encontrar a sereia desaparecida e mostra a extensão de sua influência. |                               |                   |                                 |                     |                             |
| 6 | "Showdown"                    | Martha Coolidge   | Holly Brix                      | 26 de abril de 2018 | 0.59                        |
| Quando Ben e Maddie vão ao baile de caridade dos Pownall, um convidado inesperado aparece e propõe dar um fim a sobrepesca, que ameaça a vida das sereias de Bristol Cove. |                               |                   |                                 |                     |                             |
| 7 | "Dead in the Water"           | Nick Copus        | Ian Sobel & Matt Morgan         | 3 de maio de 2018   | 0.51                        |
| Quando Ryn é levada para interrogatório, Maddie corre em seu socorro. Enquanto isso, Ben e Xander voltam ao fundo do mar para procurar respostas e acabam sendo recebidos por um hóspede não convidado. |                               |                   |                                 |                     |                             |
| 8 | "Being Human"                 | Amanda Tapping    | Liz Maccie                      | 10 de maio de 2018  | 0.50                        |
| Bristol Cove está de luto por uma perda, fazendo com que Ryn experimente um novo sentimento humano. |                               |                   |                                 |                     |                             |
| 9 | "Street Fight"                | Joe Menendez Zach | Zach Ayers                      | 17 de maio de 2018  | 0.62                        |
| Donna chega à terra com a fêmea alfa Katrina e o companheiro de Ryn, Levi, a fim de trazer Ryn de volta para sua casa. À luz dos sereianos que atacam Bristol Cove, o xerife Bishop trabalha para acabar com isso. |                               |                   |                                 |                     |                             |
| 10 | "Aftermath"                   | Nick Copus        | Eric Wald & Emily Whitesell     | 24 de maio de 2018  | 0.66                        |
| Depois de Donna sucumbir ao ferimento de bala que Xander colocou nela, a canção da sereia que Ben e Decker ouvem começa a cobrar seu pedágio até o ponto em que Aldon foi encontrado morto e Ryn resgata Ben antes que ele pudesse se afogar. Enquanto isso, o xerife Bishop lida com o recente aumento do crime e tem que explicar a causa para o conselho da cidade. |                               |                   |                                 |                     |                             |

## Produção

### Desenvolvimento
Em 25 de julho de 2016, a Freeform encomendou um piloto intitulado The Deep, baseado em uma história de Eric Wald e Dean White, que serviram como produtores executivos do piloto, Wald escreveu o roteiro. Scott Stewart e Larissa Ferdew dirigiu o piloto, e Emily Whitesell é a showrunner. Em 19 de abril de 2017, a série foi oficialmente encomendada com o atual título para transmissão no verão de 2018.
Em 7 de outubro, foi anunciado que a série seria lançada em 29 de março de 2018, em um evento de duas horas.

### Filmagens
O piloto foi filmado em outubro de 2016, na Colúmbia Britânica, no Canadá. A pré-produção começou em 26 de julho de 2017. As filmagens oficiais dos episódios restantes começaram em 4 de agosto de 2017, e eles continuaram filmando até 22 de novembro de 2017.

### Marketing
Um trailer foi lançado em 19 de abril de 2017. O primeiro episódio foi exibido na New York Comic Con em outubro de 2017.

## Recepção

### Resposta da crítica
No site de agregadores de revisão Rotten Tomatoes, a série tem um índice de aprovação de 93% com base em 15 revisões, com uma classificação média de 7,75 / 10. O consenso crítico do site diz: "Siren transforma o conhecimento tradicional em sua cauda com um espetáculo único e bem organizado que apresenta criaturas míticas perigosas e violentas de uma forma surpreendentemente empática e excitante."

### Audiência
| № | Título                        | Exibição original   | Rating/share (18–49) | Audiência (em milhões) | DVR (18–49)    | Audiência em DVR (milhões) | Total (18–49)  | Audiência total (em milhões) |
| - | ----------------------------- | ------------------- | -------------------- | ---------------------- | -------------- | -------------------------- | -------------- | ---------------------------- |
| 1 | "Pilot"                       | 29 de março de 2018 | 0.3                  | 0.87                   | 0.3            | 0.83                       | 0.6            | 1.70                         |
| 2 | "The Lure"                    | 29 de março de 2018 | 0.3                  | 0.87                   | 0.3            | 0.77                       | 0.6            | 1.64                         |
| 3 | "Interview With a Mermaid"    | 5 de abril de 2018  | 0.2                  | 0.62                   | 0.3            | 0.64                       | 0.5            | 1.26                         |
| 4 | "On the Road"                 | 12 de abril de 2018 | 0.3                  | 0.68                   | 0.3            | 0.78                       | 0.6            | 1.46                         |
| 5 | "Curse of the Starving Class" | 19 de abril de 2018 | 0.3                  | 0.69                   | N/A            | N/A                        | N/A            | N/A                          |
| 6 | "Showdown"                    | 26 de abril de 2018 | 0.2                  | 0.59                   | 0.3            | 0.85                       | 0.5            | 1.44                         |
| 7 | "Dead in the Water"           | 3 de maio de 2018   | 0.2                  | 0.51                   | por determinar | por determinar             | por determinar | por determinar               |
| 8 | "Being Human"                 | 10 de maio de 2018  | 0.2                  | 0.50                   | por determinar | por determinar             | por determinar | por determinar               |

## Transmissão
No Reino Unido, a série estreou no canal Syfy em 3 de maio de 2018. No Brasil, a série estreou em 12 de junho de 2018 pelo Canal Sony.